# Вагон-рельсосмазыватель

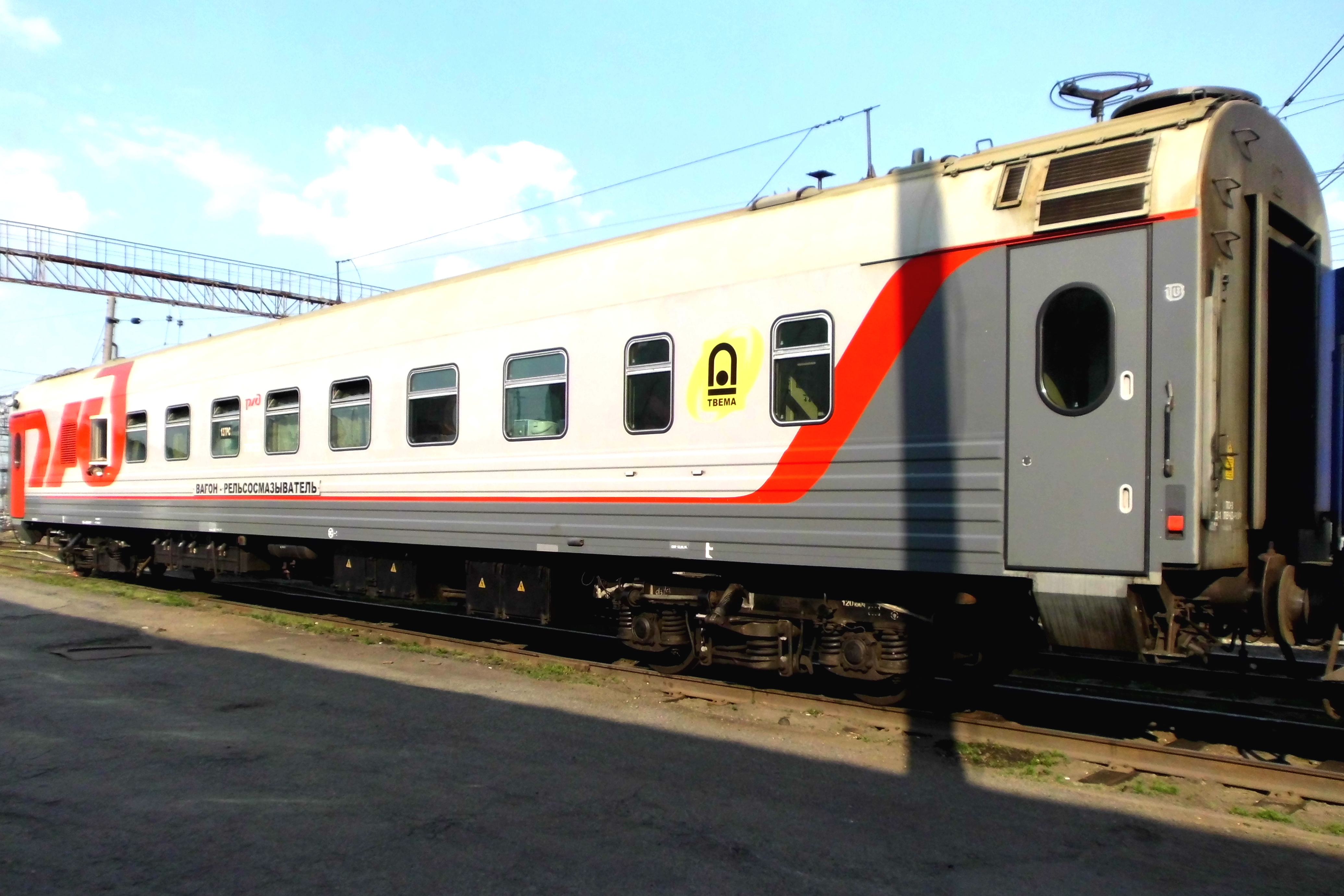
Специализированный вагон-рельсосмазыватель

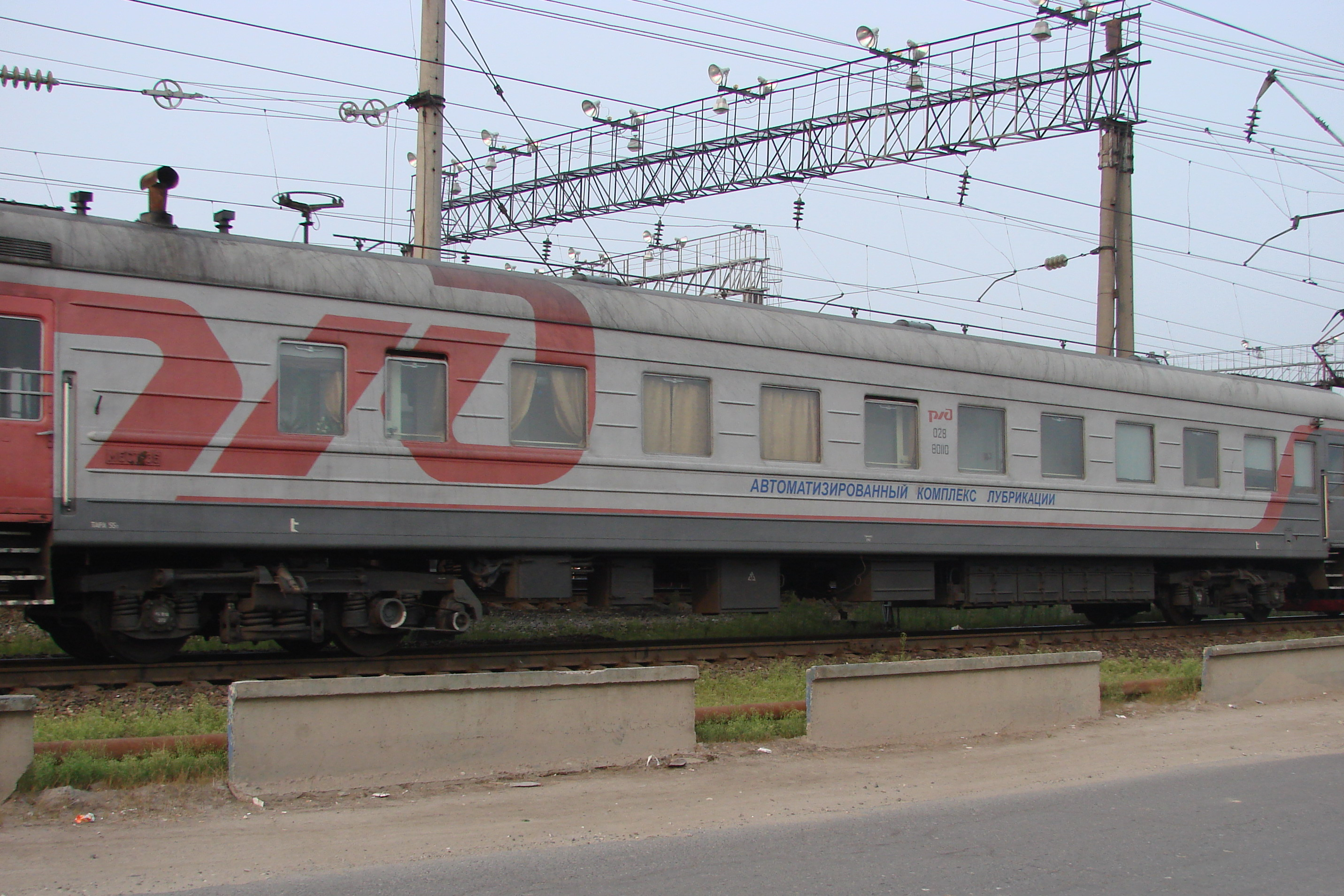
Вагон-рельсосмазыватель переделанный из пассажирского цельнометаллического вагона

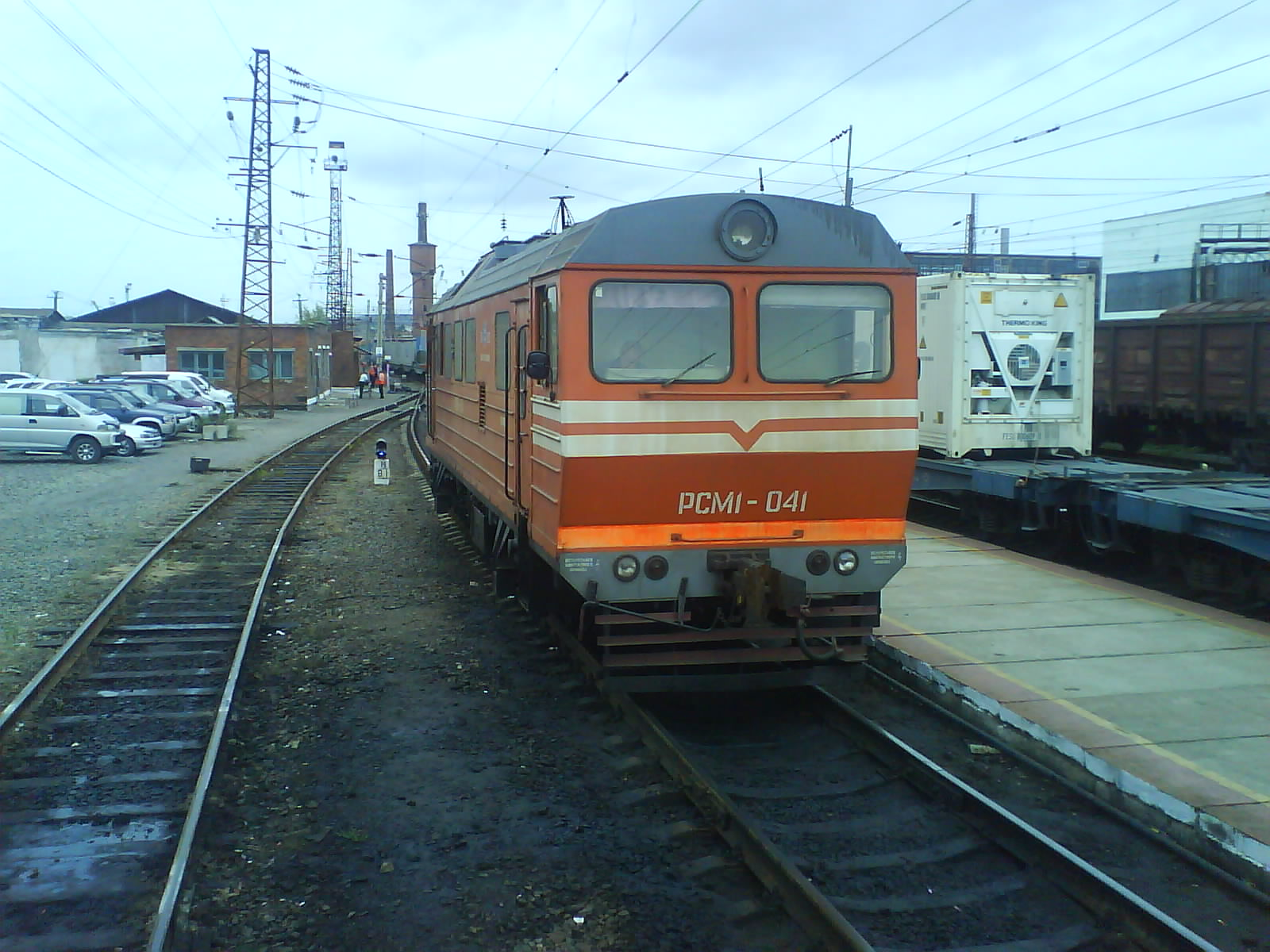
Автомотриса-рельсосмазыватель РСМ-1

Вагон-рельсосмазыватель — вид подвижного состава железных дорог. Вагон-рельсосмазыватель предназначен для смазывания (лубрикации) боковой поверхности рельсов и гребней колёсных пар. Смазка уменьшает шум и износ при движении поезда в кривых.
Применение рельсосмазывателей вызвано необходимостью решать проблему колесо-рельс.

## Общая характеристика
Вагон-рельсосмазыватель может быть переоборудован из пассажирских вагонов, есть примеры изготовления из вагонов-рефрижераторов и из промежуточного вагона электропоезда ЭР1.
В 2010–2012 года фирма Твема поставила РЖД 34 новых вагона-рельсосмазывателя. Вагоны построены на базе пассажирского купированного вагона. Вагоны обеспечивают смазку рельсов в кривых при следовании в составе пассажирских поездов следующих с графиковой скоростью.

## Конструкция
Внутри вагона имеется рельсосмазывающая установка, ёмкость для смазки, помещение для обслуживающего персонала, мастерская для проведения ремонтных работ оборудования в пути следования вагона.

## Принцип действия
Вагон-рельсосмазыватель подцепляется к поезду существующего маршрута или формируется отдельный поезд. Эксплуатационная скорость от 40 до 100 км/ч. Лубрикант наносится непосредственно на внутреннюю поверхность головки рельса или гребень колесной пары валиком, стержнем или распыляется форсункой.